# Acordos de Linas-Marcoussis
Os Acordos de Linas-Marcoussis ou Acordos de Kléber foram realizados em Linas-Marcoussis entre 15 a 26 de janeiro de 2003 na França e visaram pôr fim à Primeira Guerra Civil da Costa do Marfim que ocorria desde 2002. À mesa das negociações, os rebeldes nortistas das "Forces Nouvelles" e os vários partidos políticos do país foram convidados pelo presidente francês Jacques Chirac para negociar as condições para o retorno à paz. Os acordos foram assinados no Centro Internacional de Conferências, Avenida Kléber, em Paris.[carece de fontes?]
A mesa redonda foi presidida por Pierre Mazeaud, assistida pelo juiz Keba Mbaye e pelo ex-primeiro-ministro marfinense Seydou Diarra, além de representantes de instituições internacionais: ONU, União Africana e CEDEAO. Os seguintes partidos políticos estiveram representados na reunião: Frente Popular Marfinense e União Democrática da Costa do Marfim (pelo governo); Movimento por Justiça e Paz, Movimento Patriótico da Costa do Marfim, Movimento Popular Marfinense do Grande Oeste (pelos rebeldes próximos à oposição); Partido Democrata da Costa do Marfim, Partido Marfinês dos Trabalhadores, Reagrupamento dos Republicanos, Movimento das Forças do Futuro, União pela Democracia e a Paz na Costa do Marfim (pela oposição).
O acordo contemplava a criação de um governo de unidade nacional, onde todos os partidos políticos seriam integrados, e que se encargaria da convocação das eleições presidenciais e legislativas. O governo deveria ser dirigido por um primeiro-ministro neutro, que não poderia concorrer ao pleito presidencial seguinte. O acordo também assinalava a reforma das Forças Armadas e o desarmamento das forças rebeldes, e garantia uma anistia para as partes militares envolvidas no conflito. Além disso, também outorgava à ONU, a França e à CEDEAO o papel de árbitros destes processos.[carece de fontes?]